# Those Once Loyal
«Those Once Loyal» — восьмий студійний альбом Bolt Thrower реліз котрого відбувся 15 листопада 2005 року.

## Опис
| Інформація про композиції | Інформація про композиції | Інформація про композиції |
| #                         | Назва                     | Тривалість                |
| ------------------------- | ------------------------- | ------------------------- |
| 1.                        | «At First Light»          | 04:39                     |
| 2.                        | «Entrenched»              | 03:42                     |
| 3.                        | «The Killchain»           | 04:41                     |
| 4.                        | «Granite Wall»            | 04:04                     |
| 5.                        | «Those Once Loyal»        | 04:15                     |
| 6.                        | «Anti-Tank»               | 04:15                     |
| 7.                        | «Last Stand of Humanity»  | 03:11                     |
| 8.                        | «Salvo»                   | 05:19                     |
| 9.                        | «When Cannons Fade»       | 05:27                     |
| 39:33                     |                           |                           |

## Склад на момент запису
- Карл Віллеттс — вокал
- Гевін Уорд — гітара
- Баррі Томпсон — гітара
- Джо Бенч — бас
- Мартін Кернс — ударні